# Praia da Solidão

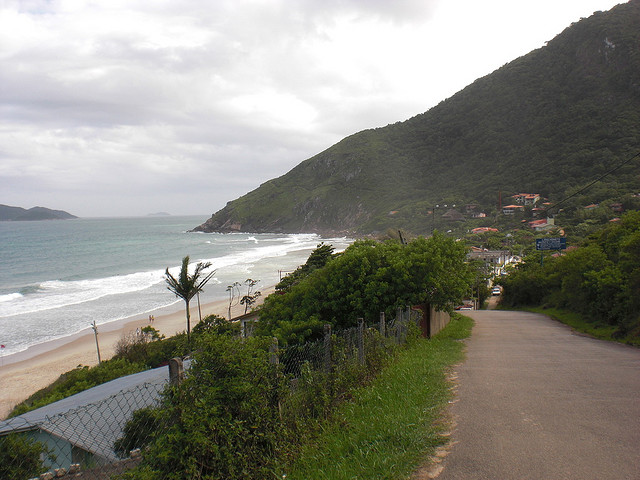
Praia da Solidão

Praia da Solidão is een strand aan de zuidelijke zijde van het eiland Santa Catarina. Het is gelegen in de gemeente Florianópolis in het zuiden van Brazilië. Het is een klein strand met wit zand, helder water en een ruwe zee. Het ligt op een afstand van 30 kilometer van het stadscentrum.
Het strand is 850 meter lang en is bereikbaar via Praia do Pântano do Sul.